# Ponte Hungerford
A ponte Hungerford é uma ponte de Londres sobre o rio Tamisa. Ela é localizada entre a ponte de Waterloo e a ponte de Westminster. É uma ponte ferroviária de treliça de aço, às vezes conhecida como Charing Cross Bridge.
A primeira ponte foi uma passarela suspensa que foi construída em 1845 pelo engenheiro civil Isambard Kingdom Brunel. Foi batizada em homenagem ao Mercado Hungerford. 
Em 1859 a ponte original foi comprada pela empresa ferroviária que estendeu a South Eastern Railway para a estação ferroviária de Charing Cross. A ponte foi desmontada em 1860. As correntes forjadas foram reutilizadas para a construção da Ponte Suspensa de Clifton, na cidade de Bristol.
A empresa ferroviária substituiu a ponte suspensa por uma estrutura (projetada por Sir John Hawkshaw) compreendendo nove vãos feitos de vigas treliçadas de ferro forjado, e foi aberta em 1864.

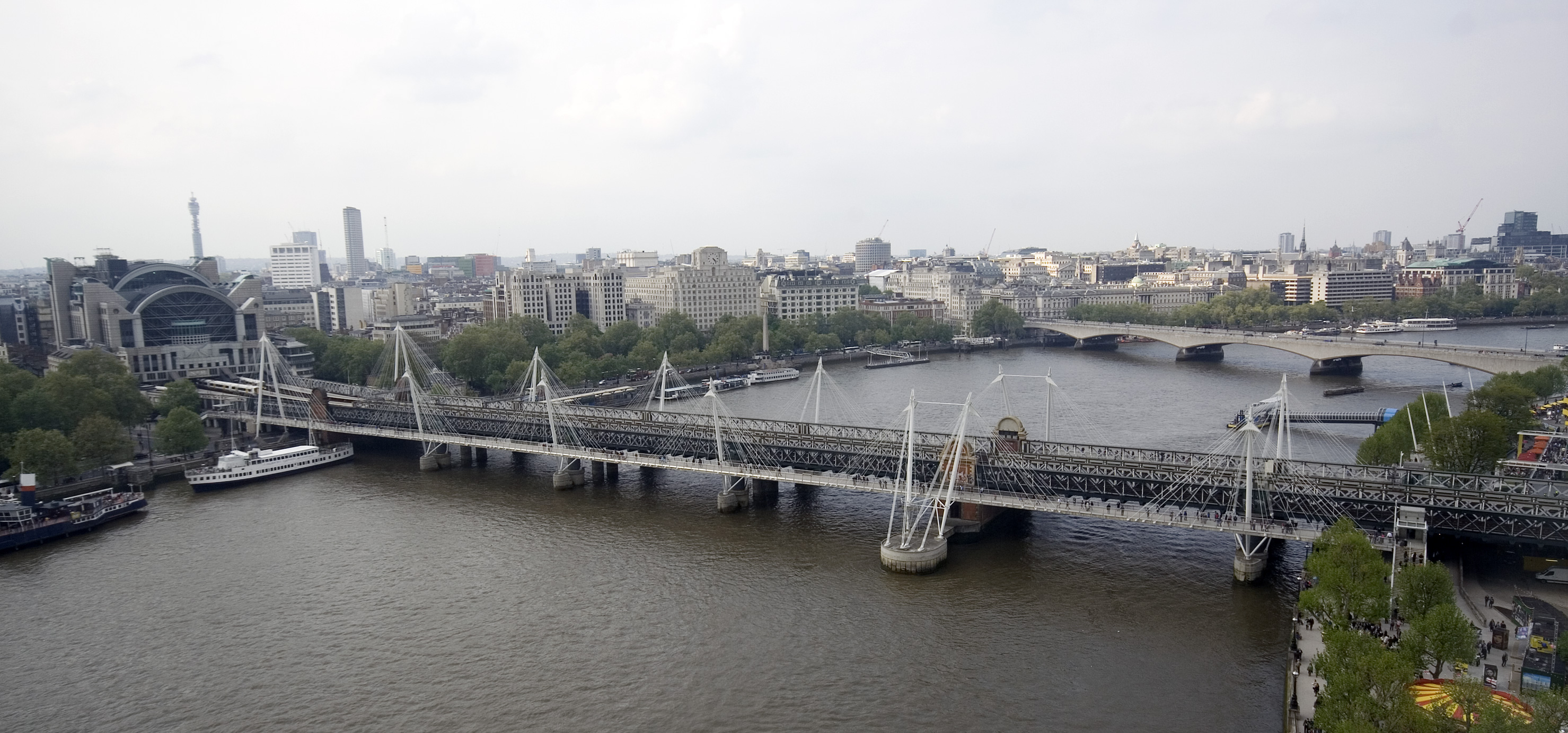
A ponte

É agora ladeada por duas pontes pedonais, construídas em 2002, suspensas por estais, que partilham as obras de fundação com a ponte ferroviária, e são denominadas Pontes do Jubileu de Ouro.

A extremidade sul da ponte fica perto de Waterloo, County Hall, Royal Festival Hall e Millennium Wheel . O extremo norte fica perto de Embankment, estação Charing Cross e Victoria Embankment.

### Claude Monet
Entre 1899 e 1904, o pintor Claude Monet pintou 37 quadros da ponte.

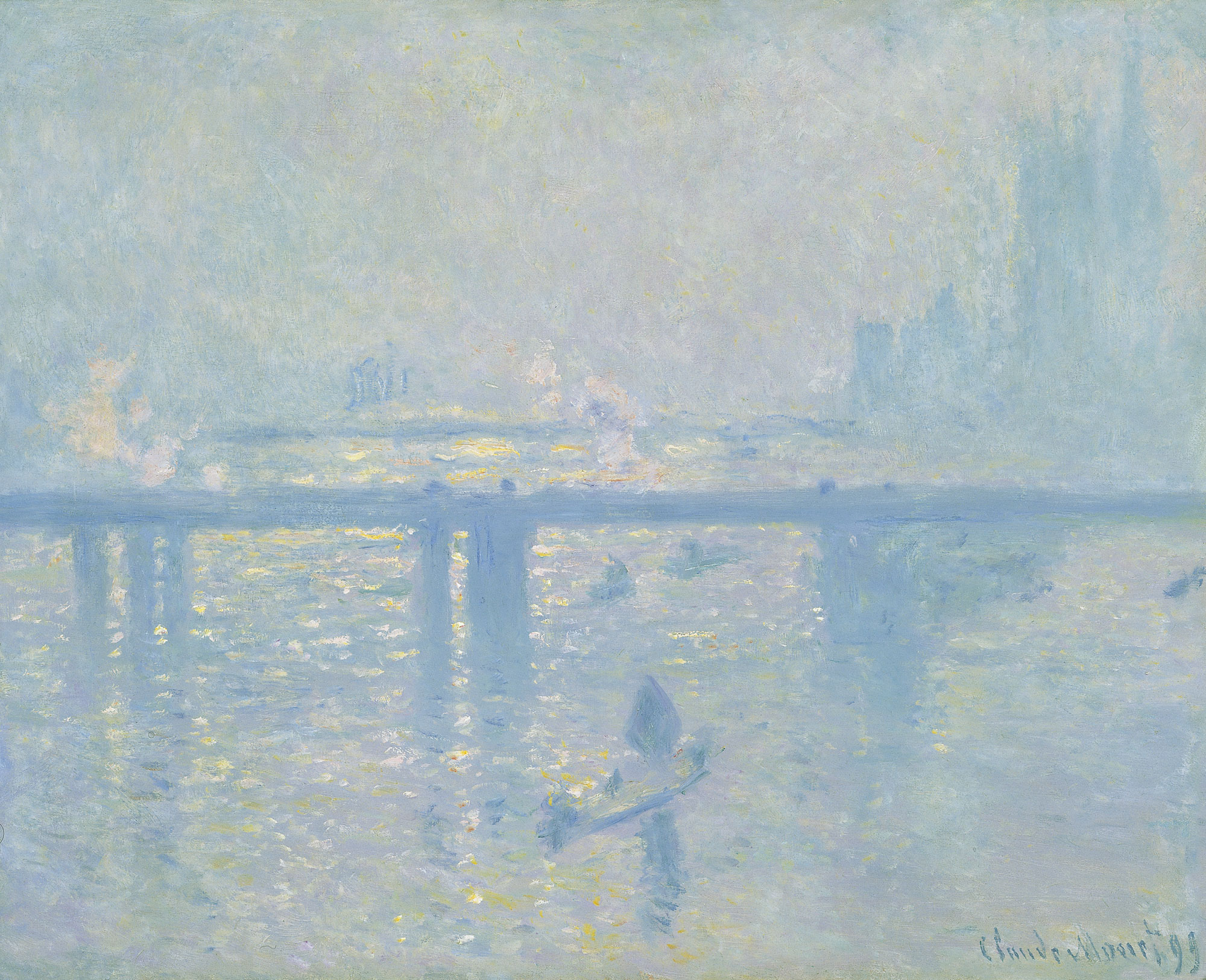
A ponte pintada por Monet